# Maxime Germain (Biathlet)
Maxime Germain (* 21. August 2001 in Juneau, Alaska) ist ein US-amerikanisch-französischer Biathlet. Er ist zweifacher Medaillengewinner bei Jugend- und Juniorenweltmeisterschaften und startet seit 2022 im Weltcup.

## Sportliche Laufbahn
Maxime Germain gab sein internationales Debüt im Februar 2018 bei den Jugendweltmeisterschaften in Otepää, erzielte aber wie auch im Folgejahr vor allem wegen schlechter Schießergebnisse keine nennenswerten Resultate. Das erste Mal auf sich aufmerksam machte der US-Amerikaner bei den Jugendweltmeisterschaften 2020, als er im Sprint hinter Alexei Kowaljew und Ondřej Mánek die Bronzemedaille gewann. Im zugehörigen Verfolgungsrennen fiel er nach zehn Fehlern auf Rang 32 zurück. Nach fast zwei Jahren ohne internationale Wettkämpfe gab Germain Anfang Januar 2022 im slowakischen Osrblie sein Debüt im IBU-Cup und wurde kurz darauf, da die US-amerikanische Nationalmannschaft in Vorbereitung auf die Olympischen Spiele einen Trainingsblock einlegte, in Ruhpolding erstmals im Weltcup eingesetzt. An gleicher Stelle belegte er Rang 104 im Sprint und Platz 13 mit der Männerstaffel. Die nächste Medaille des US-Amerikaners folgte im August des Jahres, als Germain bei den Sommerbiathlon-Juniorenweltmeisterschaften im Supersprint Bronze ergatterte.
Mit Beginn der Saison 2022/23 war Germain erstmals regulärer Teil der Weltcupmannschaft und erreichte in Hochfilzen nach Rang 59 im Sprint auch sogleich seinen ersten Verfolgungswettkampf auf dieser Ebene. Trotzdem startete er im Januar erneut im IBU-Cup und wurde im Sprint von Osrblie überraschend Sechster. In Ruhpolding war Germain dann wieder im Weltcup startberechtigt und erzielte trotz einer Strafrunde an der Seite von Paul Schommer, Sean Doherty und Jake Brown mit dem siebten Rang das beste US-Herrenstaffelergebnis seit März 2018. Daraufhin nahm er sowohl an den Europameisterschaften als auch an den Weltmeisterschaften teil und erzielte in Sprint und Verfolgung der EM die guten Plätze 15 und 13. Seine dritte internationale Medaille gewann der US-Amerikaner im Sprintrennen der Junioren-WM 2023 hinter seinem Trainingspartner Campbell Wright sowie Jan Guńka, am Saisonende stellte er beim Weltcupfinale in Oslo mit den Rängen 47 und 45 neue persönliche Bestleistungen auf. Der Winter 2023/24 verlief im Gegensatz zum vorherigen für Germain nicht wirklich erfolgreich, bis in den Januar war ein 61. Platz das Höchste der Gefühle. Ein Lebenszeichen setzte er aber bei den Europameisterschaften in Osrblie, als er im Einzel den zehnten Platz erzielte. Auch im IBU-Cup kam in Obertilliach Ende Februar 2024 mit Rang sieben im Sprint ein gutes Ergebnis zustande.
Im ersten Wettkampf der Saison 2024/25 gelang es Germain mit Rang 20 im Einzel von Kontiolahti zum ersten Mal, Weltcuppunkte zu sammeln. Auch nach dem Jahreswechsel belegte er drei weitere Male einen Top-40-Rang, mit der Männerstaffel kamen zwei sechste Ränge zustande. Aufmerksamkeit erzielte der US-Amerikaner auch bei den Weltmeisterschaften, als er zum ersten Mal in seiner Karriere einen offiziellen Sprintwettkampf ohne Schießfehler absolvierte und sofort den zwölften Platz erreichte. Da auch das Verfolgungsrennen mit Platz 21 einen Erfolg darstellte, qualifizierte sich Germain für seinen ersten Massenstart, den er als 28. abschloss.

## Persönliches

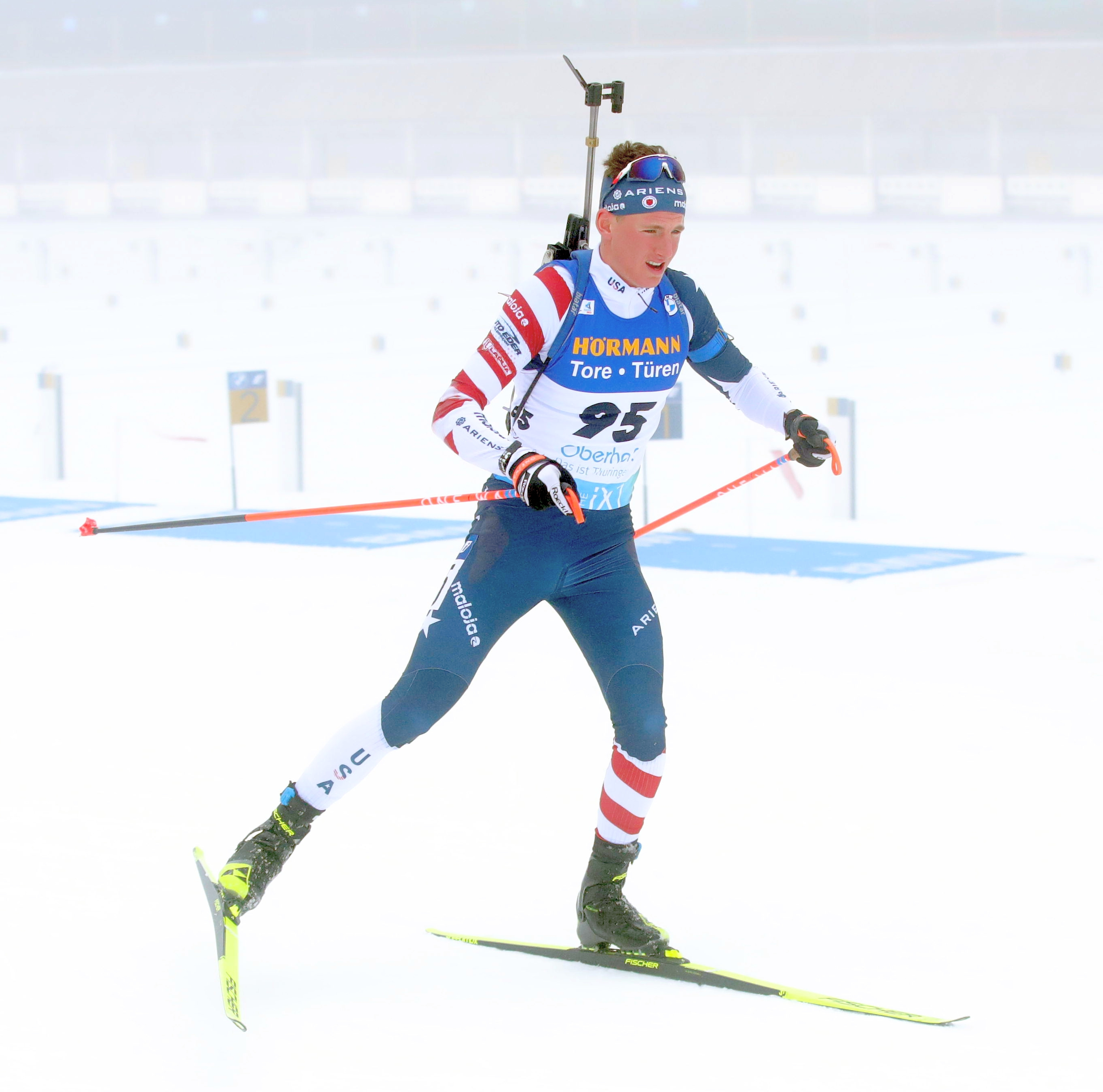
Germain bei den Weltmeisterschaften 2023 in Oberhof

Germain wurde in Alaska geboren, wuchs aber in Chamonix-Mont-Blanc in den französischen Alpen auf, wo er auch mit dem Biathlonsport begann. Mit 15 Jahren ging er zurück nach Alaska und besuchte die West Anchorage High School. Heute lebt er in Chamonix und Anchorage.

## Statistiken

### Weltcupplatzierungen
Die Tabelle zeigt alle Platzierungen (je nach Austragungsjahr einschließlich Olympische Spiele und Weltmeisterschaften).
- 1.–3. Platz: Anzahl der Podiumsplatzierungen
- Top 10: Anzahl der Platzierungen unter den ersten zehn (einschließlich Podium)
- Punkteränge: Anzahl der Platzierungen innerhalb der Punkteränge (einschließlich Podium und Top 10)
- Starts: Anzahl gelaufener Rennen in der jeweiligen Disziplin
- Staffel: inklusive Mixed- und Single-Mixed-Staffeln

| Platzierung               | Einzel | Sprint | Verfolgung | Massenstart | Staffel | Gesamt |
| ------------------------- | ------ | ------ | ---------- | ----------- | ------- | ------ |
| 1. Platz                  |        |        |            |             |         |        |
| 2. Platz                  |        |        |            |             |         |        |
| 3. Platz                  |        |        |            |             |         |        |
| Top 10                    |        |        |            |             | 5       | 5      |
| Punkteränge               | 2      |        | 2          |             | 16      | 20     |
| Starts                    | 6      | 14     | 7          |             | 16      | 43     |
| Stand: Saisonende 2024/25 |        |        |            |             |         |        |

### Weltcupwertungen
Ergebnisse bei Weltcups (Disziplinen- und Gesamtweltcup) gemäß Punktesystem.
| Saison  | Einzel | Einzel | Sprint | Sprint | Verfolgung | Verfolgung | Massenstart | Massenstart | Gesamt | Gesamt |
| Saison  | Platz  | Punkte | Platz  | Punkte | Platz      | Punkte     | Platz       | Punkte      | Platz  | Punkte |
| ------- | ------ | ------ | ------ | ------ | ---------- | ---------- | ----------- | ----------- | ------ | ------ |
| 2024/25 | 39.    | 27     | –      | –      | 42.        | 34         | –           | –           | 53.    | 61     |

### Weltmeisterschaften
Ergebnisse bei den Weltmeisterschaften:
| Weltmeisterschaften | Weltmeisterschaften | Einzelwettbewerbe | Einzelwettbewerbe | Einzelwettbewerbe | Einzelwettbewerbe | Staffelwettbewerbe | Staffelwettbewerbe | Staffelwettbewerbe |
| Jahr                | Ort                 | Einzel            | Sprint            | Verfolgung        | Massenstart       | Herrenstaffel      | Mixedstaffel       | S.-M.-Staffel      |
| ------------------- | ------------------- | ----------------- | ----------------- | ----------------- | ----------------- | ------------------ | ------------------ | ------------------ |
| 2023                | Oberhof             | 94.               | 65.               | –                 | –                 | 12.                | –                  | –                  |
| 2024                | Nové Město          | –                 | 63.               | –                 | –                 | –                  | –                  | –                  |
| 2025                | Lenzerheide         | 62.               | 12.               | 21.               | 28.               | 9.                 | 19.                | –                  |

### Jugend-/Juniorenweltmeisterschaften
Germain nahm bis 2020 an den Jugend-, ab 2022 an den Juniorenwettkämpfen teil.
| Weltmeisterschaften | Weltmeisterschaften | Einzelwettbewerbe | Einzelwettbewerbe | Einzelwettbewerbe | Staffelwettbewerbe | Staffelwettbewerbe |
| Jahr                | Ort                 | Einzel            | Sprint            | Verfolgung        | Herrenstaffel      | Mixedstaffel       |
| ------------------- | ------------------- | ----------------- | ----------------- | ----------------- | ------------------ | ------------------ |
| 2018                | Otepää              | 70.               | 74.               | –                 | –                  | nicht ausgetragen  |
| 2019                | Osrblie             | 47.               | 66.               | –                 | 15.                | nicht ausgetragen  |
| 2020                | Lenzerheide         | 38.               | 3.                | 32.               | 13                 | nicht ausgetragen  |
| 2022                | Soldier Hollow      | 46.               | 17.               | 28.               | 7.                 | nicht ausgetragen  |
| 2023                | Schtschutschinsk    | 14.               | 3.                | 5.                | 4.                 | –                  |